# Ożarów

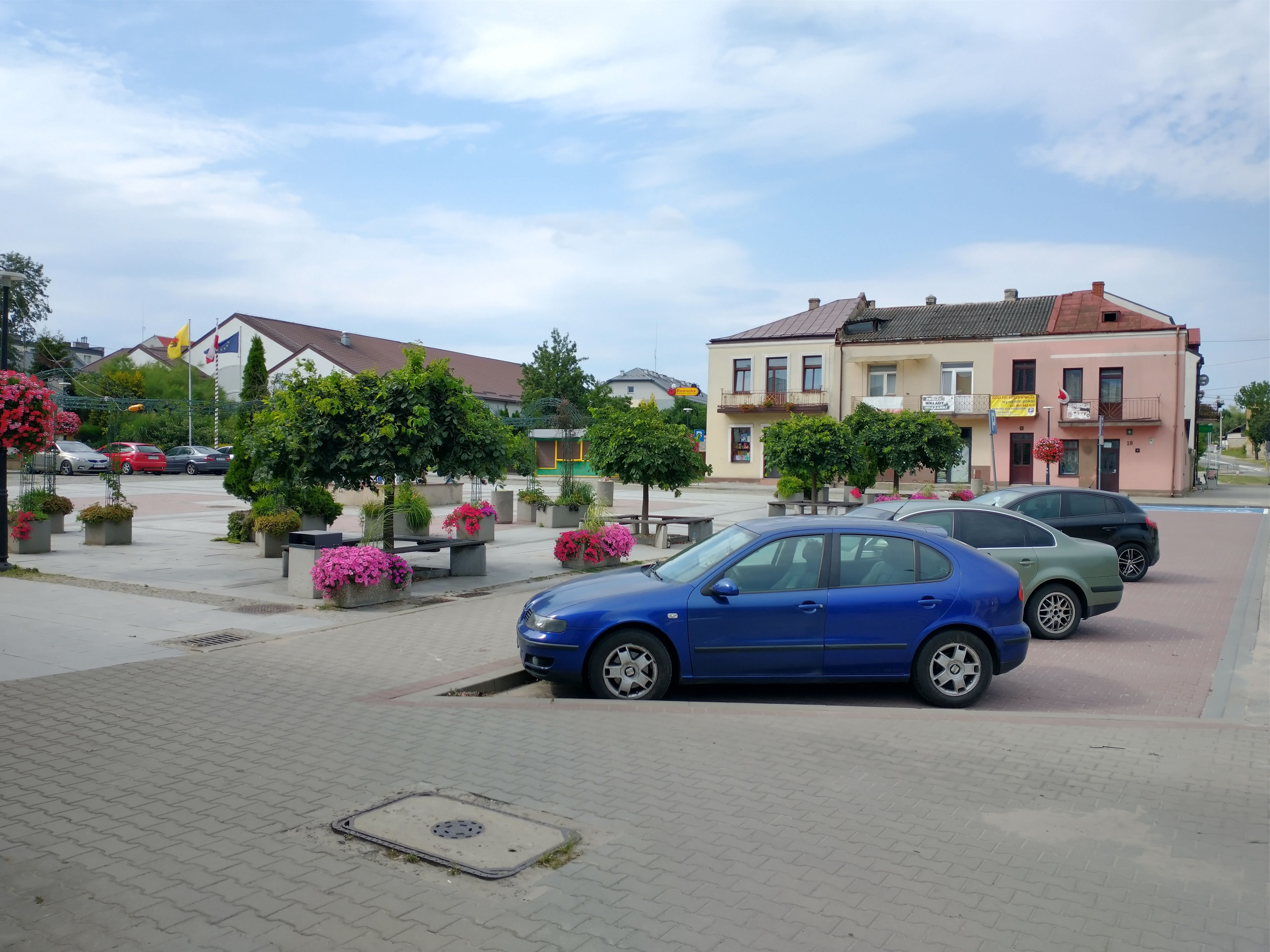
Plac Wolności

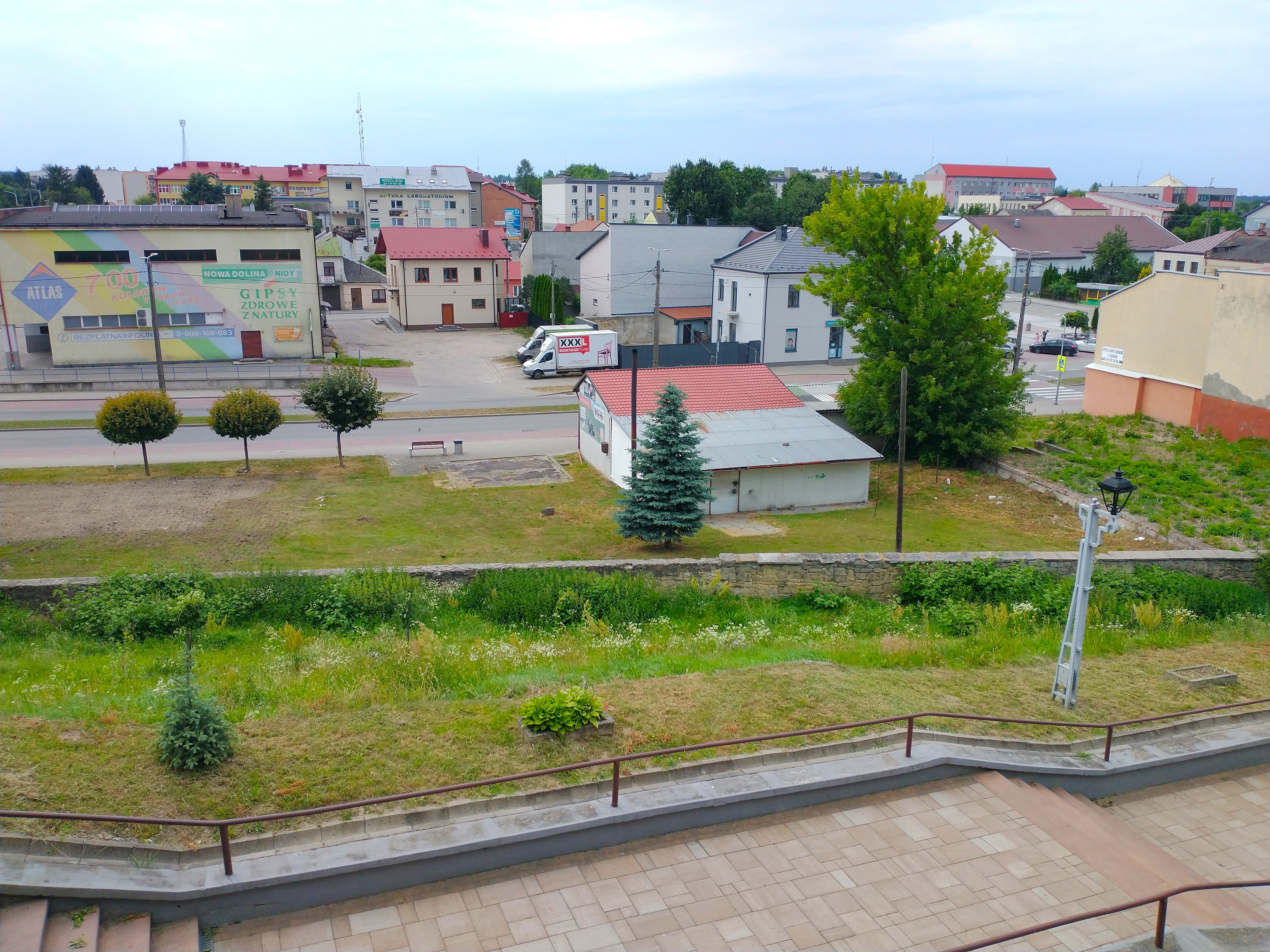
Panorama miasta ze wzgórza kościelnego

Ożarów – miasto w województwie świętokrzyskim, w powiecie opatowskim. Siedziba miejsko-wiejskiej gminy Ożarów. Prawa miejskie w latach 1569–1869 i ponownie od 1988. W latach 1975–1998 Ożarów administracyjnie należał do woj. tarnobrzeskiego.
Według danych z 1 stycznia 2018 Ożarów liczył 4594 mieszkańców. Herbem Ożarowa jest herb szlachecki Rawa, którym pieczętował się m.in. ród hrabiów Ożarowskich.
Główny zakład przemysłowy, Grupa Ożarów SA, zajmuje się produkcją cementu i masy bitumicznej.

## Położenie
Miasto położone jest we wschodniej części województwa świętokrzyskiego, w powiecie opatowskim, około piętnastu kilometrów na zachód od Wisły.
W Ożarowie krzyżuje się droga krajowa 79 (Warszawa – Sandomierz – Bytom) z drogą wojewódzką 755 (Ostrowiec Świętokrzyski – Kosin).

## Historia
Ożarów został założony w 1569 przez Józefa Ożarowskiego na terenach wsi Wyszmontów. Prawa miejskie zostały nadane miastu przez króla Zygmunta Augusta.
Dzięki korzystnemu położeniu na skrzyżowaniu dróg handlowych w Ożarowie rozwijały się handel i rzemiosło. W XVII i XVIII wieku miasto było ważnym ośrodkiem protestanckim. W 1628 roku w Ożarowie odbył się kalwiński synod prowincjonalny.
W roku 1628 wybuchł spór o kościół pomiędzy ożarowskimi katolikami i kalwinami. Pomimo poparcia, jakiego udzielili stronie kalwińskiej ówcześni właściciele miasta, rodzina Ożarowskich, spór zakończył się przejęciem świątyni przez katolików.
W 1767 roku wielki pożar zniszczył centrum miasta, które zostało później odbudowane w innym miejscu. Dawne śródmieście znajdowało się w okolicach obecnej ulicy Kolejowej.
W 1869 roku, podobnie jak wiele innych miast w zaborze rosyjskim, Ożarów utracił prawa miejskie.
W czasie rewolucji 1905 roku Ożarów znalazł się w granicach tzw. Republiki Ostrowieckiej. W grudniu 1907 roku w potyczce z rosyjskimi dragonami zginęło tutaj trzech bojowców PPS.
W 1915 w mieście przebywał Józef Piłsudski. 25 maja 1915 do miasta wkroczyła I Brygada Legionów Polskich. Pod Ożarowem doszło do potyczki z oddziałami rosyjskimi, które zostały zmuszone do opuszczenia miejscowości. Wycofujący się Rosjanie doszczętnie spalili Ożarów. Odbudowa trwała w latach 1916–1920.
Od stycznia do października 1942 roku istniało w Ożarowie getto, w którym przebywali Żydzi z Ożarowa, Radomia, Włocławka, a także grupa Żydów z Wiednia. Liczyło ono przeciętnie 4,5 tys. mieszkańców. Jesienią 1942 roku Żydzi wywiezieni zostali do obozu zagłady w Treblince, gdzie najprawdopodobniej wszyscy zostali zamordowani. Ożarów stracił blisko 70% swoich mieszkańców.
W 1972 rozpoczęła się w Ożarowie budowa cementowni. Powstanie dużego zakładu przemysłowego dało miasteczku impuls do szybkiego rozwoju. Pozwoliło to odzyskać prawa miejskie w 1988. Ożarów stał się na powrót miastem, na podstawie uchwały Rady Państwa z 18 grudnia 1987. W latach dziewięćdziesiątych XX wieku ożarowska cementownia została kupiona przez irlandzki koncern CRH.

## Demografia
Według danych GUS z 1 stycznia 2013 r., Ożarów miał 4760 mieszkańców, co przy powierzchni 779 hektarów dawało gęstość zaludnienia 611 osób na kilometr kwadratowy.

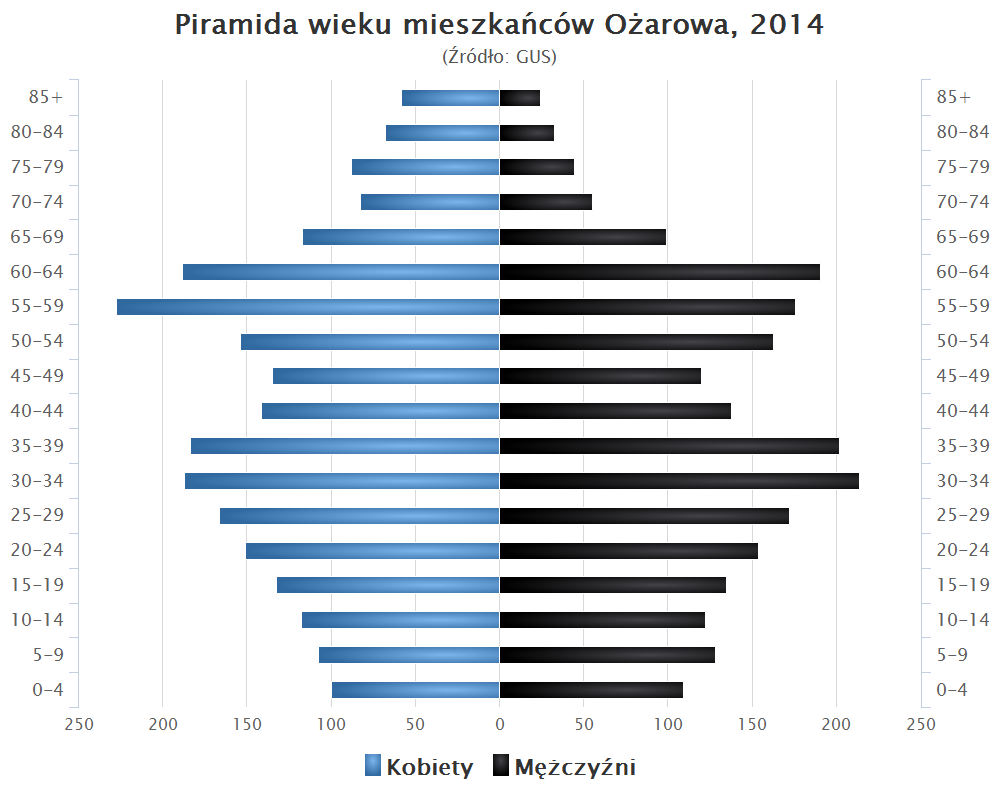
Piramida wieku mieszkańców Ożarowa w 2014 roku

## Zabytki

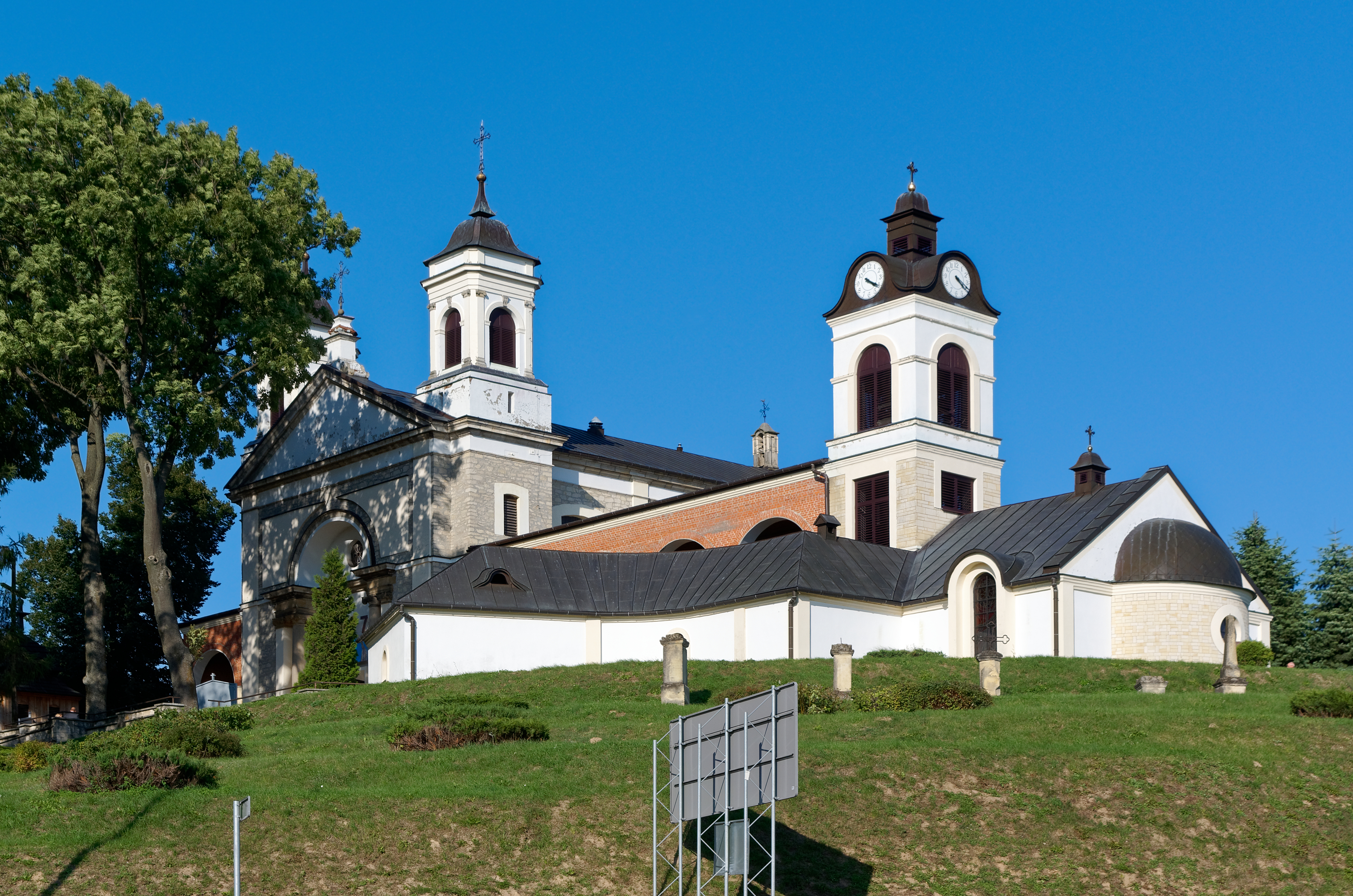
Kościół św. Stanisława

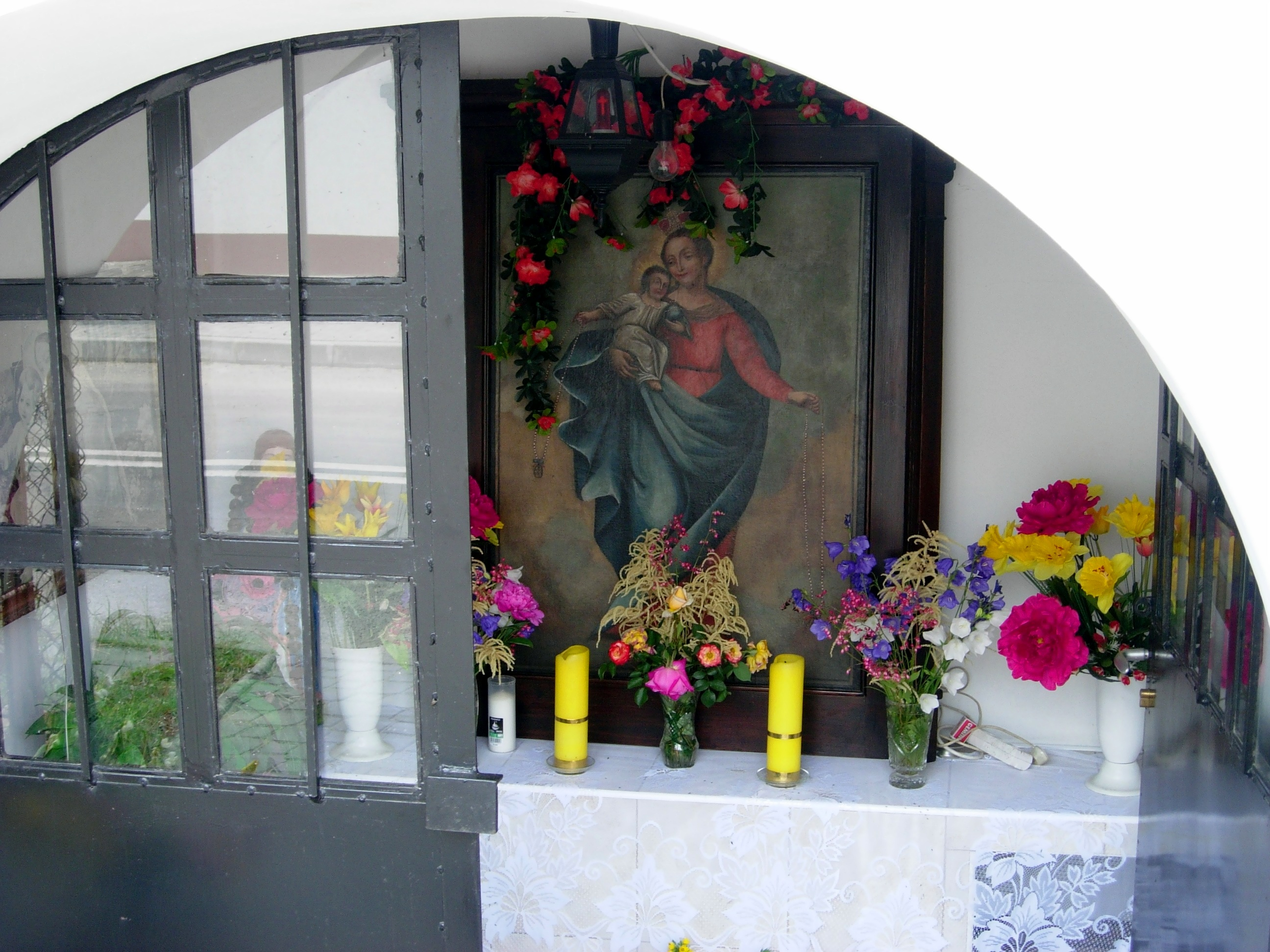
Wnętrze zabytkowej kapliczki przy ul. Mickiewicza

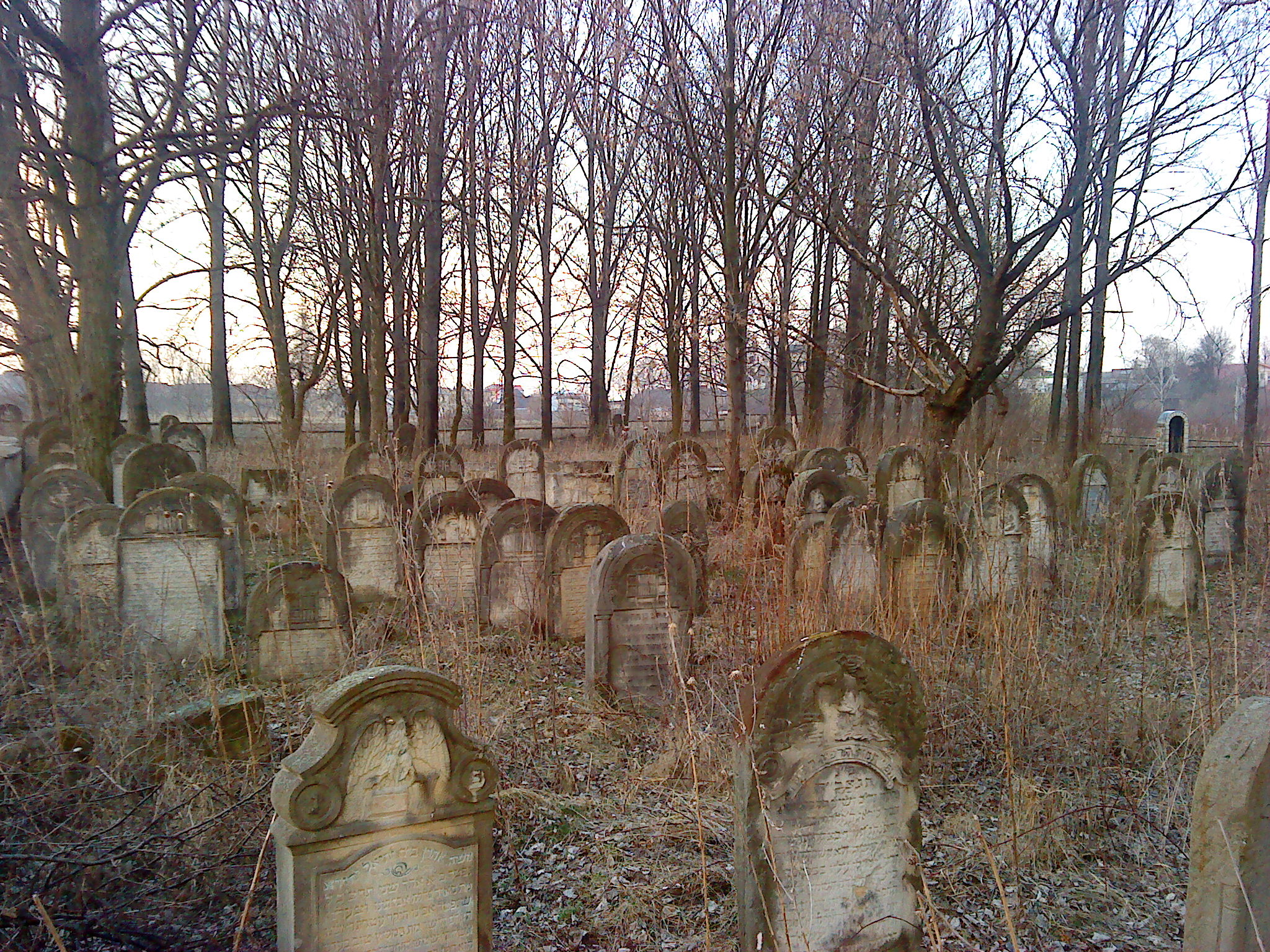
Część cmentarza żydowskiego w Ożarowie

- Kościół parafialny pod wezwaniem Świętego Stanisława Biskupa z przełomu XIX i XX wieku. Zbudowany na miejscu wcześniejszego drewnianego kościoła. Obok drewniana dzwonnica z XVIII wieku.

Do rejestru zabytków nieruchomych wpisany został przykościelny cmentarz z kaplicą grobową Karskich z I połowy XIX w. oraz drewniana dzwonnica (nr rej.: A.550/1-3 z 30.05.1972, z 16.06.1977 i z 13.06.1988).
- Kaplica z początku XIX wieku, znajdująca się przy ulicy Mickiewicza, postawiona w akcie dziękczynienia za ocalenie miasta od zarazy.
- Cmentarz żydowski z XVII wieku – zachowało się w nim w całości okołu stu macew, z XIX i początku XX wieku, oraz około dwustu kolejnych uszkodzonych lub szczątkowych; (nr rej.: A.552 z 23.07.1982)[8].
- Cmentarz parafialny (nr rej.: A.551 z 13.06.1988)[8].

## Sport
- Alit Ożarów – klub piłkarski występujący w sezonie 2024/2025 w IV lidze, gr. świętokrzyskiej[9].

## Wspólnoty wyznaniowe
- Kościół rzymskokatolicki:
  - parafia św. Stanisława
- Świadkowie Jehowy:
  - zbór[10]

## Burmistrzowie Ożarowa
- Marcin Majcher (1990-2024)
- Piotr Ślęzak (od 2024)